# Problema Sinótico

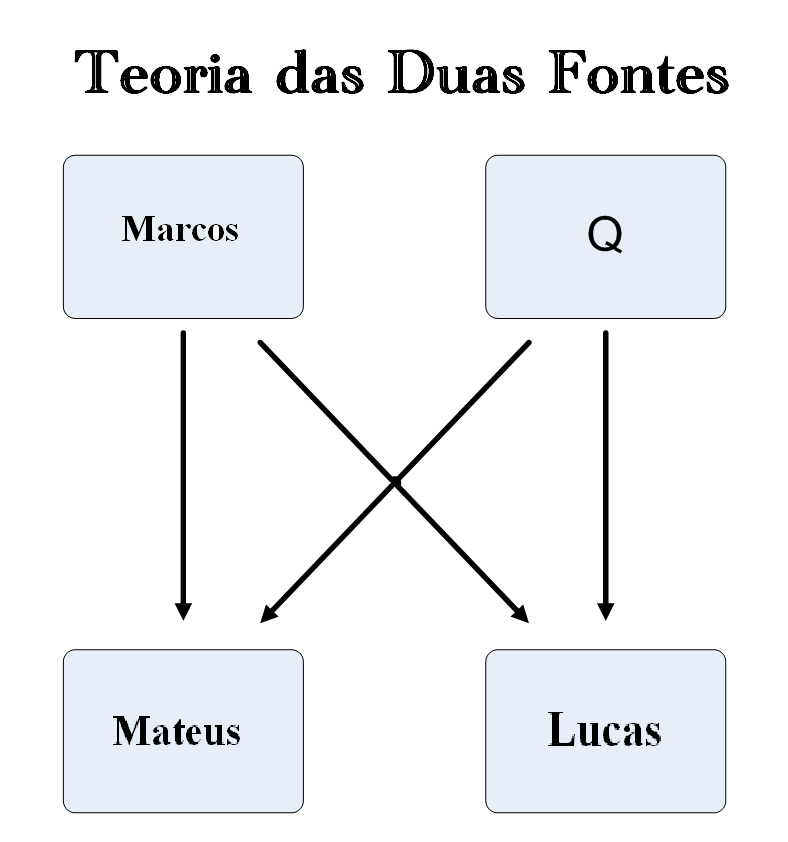
A hipótese das duas fontes sugere que o Evangelho de Marcos tenha sido escrito primeiro. Enquanto isso, houve uma segunda fonte (Os acadêmicos se referem a ela como Fonte Q). Foram escritos então, independentemente, os Evangelhos de Mateus e Lucas, e cada um usa Marcos e Q como fontes.

O problema sinótico diz respeito ao relacionamento literário entre os três primeiros evangelhos canônicos (os Evangelhos de Marcos, Mateus e Lucas), conhecidos como Evangelhos Sinóticos. Similaridade na  escolha das palavras e posicionamento em eventos mostram uma inter-relação. Ao problema sinótico  interessa como esta inter-relação veio passar e qual a natureza desta inter-relação. Qualquer solução tem que responder pelas semelhanças e diferenças nos conteúdos, ordem e redação. Possíveis respostas ou especulam uma relação direta (um Evangelista possuiu um dos evangelhos) ou indireta (dois Evangelistas que têm acesso a uma fonte compartilhada). As fontes podem ser escritas ou orais; únicas ou múltiplas.